# 蓬沙尤站
蓬沙尤站（法語發音：[pɔ̃ʃaju]）是法国西部城市雷恩的一个地铁车站，位于雷恩地铁A线上。

## 位置
蓬沙尤站位于雷恩市区的西北部，靠近雷恩大学附属蓬沙尤医院（CHU Rennes Hôpital Pontchaillou）。站台及铁路股道为东西走向。

## 设施
蓬沙尤站是一个高架地铁站，有自动扶梯连接地面。站内设有自动售票机及无障碍设施。

## 站台设置
| 北↑ |      |                  |
|     | 侧式 |                  |
|     |      | 约翰·肯尼迪方向← |
|     |      | 拉波特里方向→    |
|     | 侧式 |                  |
| 南↓ |      |                  |

## 配套交通

### 城市公共交通
蓬沙尤站附近暂无公共交通线路经过。当地铁线路发生故障或施工时，雷恩交通局可能提供临时摆渡车。

### 社会车辆
蓬沙尤站附近设有社会车辆停车场。

## 临近车站
| 蓬沙尤站（Pontchaillou）       |             |                        |
| 上行车站                       | 线路        | 下行车站               |
| 维勒让-大学站 600m ←           | 雷恩地铁A线 | 阿纳托勒·弗朗斯 → 440m |
| - 本表仅显示运营中的线路及车站 |             |                        |